# Cudowne rozmnożenie chleba
Cudowne rozmnożenie chleba – dwukrotny cud Jezusa dokonany podczas jego publicznej działalności w Galilei w okolicach Kafarnaum, opisany w pismach Nowego Testamentu.
Pierwsze rozmnożenie, w czasie którego nakarmiono 5000 mężczyzn, nie licząc kobiet i dzieci, zostało jako jedyny z cudów, oprócz zmartwychwstania, opisane we wszystkich czterech Ewangeliach kanonicznych. Cud ten jest też w literaturze egzegetycznej nazywany „cudem pięciu chlebów i dwóch ryb”.
Drugie rozmnożenie, podczas którego nakarmiono 4000 osób, zostało przedstawione w Ewangelii Marka oraz Ewangelii Mateusza. Brak opisów tego wydarzenia u Łukasza i Jana. Cud ten jest też określany „cudem siedmiu chlebów i ryb”.

## Pierwsze rozmnożenie

### Treść przekazu ewangelicznego
Ewangelista Jan lokalizuje wydarzenie nad Jeziorem Galilejskim. Pozostali ewangeliści sygnalizują, iż było to miejsce na osobności, gdzie tłum przyszedł za Jezusem widząc znaki, takie jak np. uzdrowienia. Rzecz działa się pod wieczór, co zdaniem egzegetów ma być odniesieniem do pory spożywania Ostatniej Wieczerzy jako Paschy Nowego Przymierza i Eucharystii. Teologia chrześcijańska zwraca również uwagę na inicjatywę samego Jezusa, co najbardziej uwydatnione zostało w opisie czwartej Ewangelii. Jezus, widząc tłumy, zapytał się swoich uczniów – u Jana Apostoła Filipa – skąd wezmą oni strawę wieczorną. Konsternacja apostołów zostaje wyrażona w podaniu kwoty, jaką dysponują – dwieście denarów. Andrzej wskazał chłopca, który przyniósł ze sobą pięć chlebów jęczmiennych i dwie ryby. Chrystus, po wzniesieniu oczu do nieba i odmówieniu dziękczynienia (gr. εὐχαριστία, eucharystia), rozmnożył chleby i ryby. Tak nakarmiono 5000 mężczyzn, nie licząc kobiet i dzieci. Liczbę tę podają wszyscy ewangeliści. Zebranymi ułomkami napełniono dwanaście koszów. Również tę liczbę podają wszyscy czterej ewangeliści. Jan dodaje, iż tłum, widząc, co się stało, chciał obwołać Jezusa królem, ale Chrystus usunął się z tego miejsca.

### Synopsa tekstów zawierających opis cudu
Teksty w tabeli zostały zaczerpnięte z Biblii Tysiąclecia.
| Marek rozdz. 6 | Mateusz rozdz. 14 | Łukasz rozdz. 9 | Jan rozdz. 6 |
| --- | --- | --- | --- |
| 32Odpłynęli więc łodzią na miejsce pustynne, osobno. 33Lecz widziano ich odpływających. Wielu zauważyło to i zbiegli się tam pieszo ze wszystkich miast, a nawet ich uprzedzili.                                   | 13Gdy Jezus to usłyszał, oddalił się stamtąd w łodzi na miejsce pustynne, osobno. Lecz tłumy zwiedziały się o tym i z miast poszły za Nim pieszo.                                       | | 1Potem Jezus udał się za Jezioro Galilejskie, czyli Tyberiadzkie. 2Szedł za Nim wielki tłum, bo widziano znaki, jakie czynił na tych, którzy chorowali. 3Jezus wszedł na wzgórze i usiadł tam ze swoimi uczniami. 4A zbliżało się święto żydowskie, Pascha.                                      |
| 34Gdy Jezus wysiadł, ujrzał wielki tłum. Zlitował się nad nimi, byli bowiem jak owce niemające pasterza. I zaczął ich nauczać.                                                                                     | 14Gdy wysiadł, ujrzał wielki tłum. Zlitował się nad nimi i uzdrowił ich chorych. | | 5Kiedy więc Jezus podniósł oczy i ujrzał, że liczne tłumy schodzą do Niego |
| 35A gdy pora była już późna, przystąpili do Niego uczniowie i rzekli: «Miejsce jest puste, a pora już późna. 36Odpraw ich! Niech idą do okolicznych osiedli i wsi, a kupią sobie coś do jedzenia».                 | 15A gdy nastał wieczór, przystąpili do Niego uczniowie i rzekli: «Miejsce to jest puste i pora już spóźniona. Każ więc rozejść się tłumom: niech idą do wsi i zakupią sobie żywności!». | 12Dzień począł się chylić ku wieczorowi. Wtedy przystąpiło do Niego Dwunastu mówiąc: «Odpraw tłum; niech idą do okolicznych wsi i zagród, gdzie znajdą schronienie i żywność, bo jesteśmy tu na pustkowiu». | rzekł do Filipa: «Skąd kupimy chleba, aby oni się posilili?» 6A mówił to wystawiając go na próbę. Wiedział bowiem, co miał czynić. |
| 37Lecz On im odpowiedział: «Wy dajcie im jeść!». | 16Lecz Jezus im odpowiedział: «Nie potrzebują odchodzić; wy dajcie im jeść!». | 13Lecz On rzekł do nich: «Wy dajcie im jeść!». | |
| Rzekli Mu: «Mamy pójść i za dwieście denarów kupić chleba, żeby im dać jeść?». 38On ich spytał: «Ile macie chlebów? Idźcie, zobaczcie!» Gdy się upewnili, rzekli: «Pięć i dwie ryby».                              | 17Odpowiedzieli Mu: «Nie mamy tu nic prócz pięciu chlebów i dwóch ryb». 18On rzekł: «Przynieście Mi je tutaj!».                                                                         | Oni odpowiedzieli: «Mamy tylko pięć chlebów i dwie ryby; chyba że pójdziemy i nakupimy żywności dla wszystkich tych ludzi». 14Było bowiem około pięciu tysięcy mężczyzn.                                    | 7Odpowiedział Mu Filip: «Za dwieście denarów nie wystarczy chleba, aby każdy z nich mógł choć trochę otrzymać». 8Jeden z uczniów Jego, Andrzej, brat Szymona Piotra, rzekł do Niego: 9«Jest tu jeden chłopiec, który ma pięć chlebów jęczmiennych i dwie ryby, lecz cóż to jest dla tak wielu?». |
| 39Wtedy polecił im wszystkim usiąść gromadami na zielonej trawie. 40I rozłożyli się, gromada przy gromadzie, po stu i po pięćdziesięciu.                                                                           | 19Kazał tłumom usiąść na trawie. | Wtedy rzekł do swych uczniów: «Każcie im rozsiąść się gromadami mniej więcej po pięćdziesięciu!» 15Uczynili tak i rozmieścili wszystkich.                                                                   | 10Jezus zatem rzekł: «Każcie ludziom usiąść!» A w miejscu tym było wiele trawy. Usiedli więc mężczyźni, a liczba ich dochodziła do pięciu tysięcy. |
| 41A wziąwszy pięć chlebów i dwie ryby, spojrzał w niebo, odmówił błogosławieństwo, połamał chleby i dawał uczniom, by kładli przed nimi; także dwie ryby rozdzielił między wszystkich. 42Jedli wszyscy do sytości. | Następnie wziąwszy pięć chlebów i dwie ryby, spojrzał w niebo, odmówił błogosławieństwo i połamawszy chleby dał je uczniom, uczniowie zaś tłumom. 20Jedli wszyscy do sytości.           | 16A On wziął te pięć chlebów i dwie ryby, spojrzał w niebo i odmówiwszy nad nimi błogosławieństwo, połamał i dawał uczniom, by podawali ludowi. 17Jedli i nasycili się wszyscy.                             | 11Jezus więc wziął chleby i odmówiwszy dziękczynienie, rozdał siedzącym; podobnie uczynił z rybami, rozdając tyle, ile kto chciał. 12A gdy się nasycili, rzekł do uczniów: «Zbierzcie pozostałe ułomki, aby nic nie zginęło».                                                                    |
| 43I zebrali jeszcze dwanaście pełnych koszów ułomków i ostatków z ryb. | I zebrano z tego, co pozostało, dwanaście pełnych koszy ułomków. | I zebrano jeszcze dwanaście koszów ułomków, które im zostały. | 13Zebrali więc, i ułomkami z pięciu chlebów jęczmiennych, które zostały po spożywających, napełnili dwanaście koszów. |
| 44A tych, którzy jedli chleby, było pięć tysięcy mężczyzn. | 21Tych zaś, którzy jedli, było około pięciu tysięcy mężczyzn, nie licząc kobiet i dzieci.                                                                                               | Antycypowane w wersecie 14. | Antycypowane w wersecie 10. |
| | | | 14A kiedy ci ludzie spostrzegli, jaki cud uczynił Jezus, mówili: «Ten prawdziwie jest prorokiem, który miał przyjść na świat». 15Gdy więc Jezus poznał, że mieli przyjść i porwać Go, aby Go obwołać królem, sam usunął się znów na górę.                                                        |

## Drugie rozmnożenie

### Treść przekazu ewangelicznego
Także drugie rozmnożenie miało miejsce nad Jeziorem Genezaret, jak sugeruje perykopa poprzedzająca opis rozmnożenia w Ewangelii Mateusza. Jezus, nauczając i czyniąc znaki w miejscu odosobnionym, ale wobec wielkiego tłumu, zauważa, iż zgromadzeni nie mają jak się posilić. Pyta apostołów, ale ci dysponują niewielką ilością chleba – siedem bochenków. Mają też kilka rybek. Chrystus nakazał ludowi rozsiąść się na ziemi i odmówiwszy dziękczynienie, ponowił cud rozmnożenia chlebów i ryb. Po posiłku zebrano siedem pełnych koszów ułomków. Świadkami cudu było 4000 mężczyzn, nie licząc kobiet i dzieci. Mateusz konkluduje, iż następnie Jezus wsiadł do łodzi i popłynął do Magedan, Marek w następnej perykopie wymienia Dalmanutę.

### Synopsa tekstów zawierających opis cudu
Teksty w tabeli zostały zaczerpnięte z Biblii Tysiąclecia.
| Marek rozdz. 8 | Mateusz rozdz. 15 |
| --- | --- |
| 1W owym czasie, gdy znowu wielki tłum był z Nim i nie mieli co jeść, przywołał do siebie uczniów i rzekł im: 2«Żal Mi tego tłumu, bo już trzy dni trwają przy Mnie, a nie mają co jeść. 3A jeśli ich puszczę zgłodniałych do domu, zasłabną w drodze; bo niektórzy z nich przyszli z daleka». | 32Lecz Jezus przywołał swoich uczniów i rzekł: «Żal Mi tego tłumu! Już trzy dni trwają przy Mnie, a nie mają co jeść. Nie chcę ich puścić zgłodniałych, żeby kto nie zasłabł w drodze». |
| 4Odpowiedzieli uczniowie: «Skąd tu na pustkowiu będzie mógł ktoś nakarmić ich chlebem?» | 33Na to rzekli Mu uczniowie: «Skąd tu na pustkowiu weźmiemy tyle chleba żeby nakarmić takie mnóstwo?»                                                                                   |
| 5Zapytał ich: «Ile macie chlebów?» Odpowiedzieli: «Siedem». | 34Jezus zapytał ich: «Ile macie chlebów?» Odpowiedzieli: «Siedem i parę rybek». |
| 6I polecił ludowi usiąść na ziemi. A wziąwszy siedem chlebów, odmówił dziękczynienie, połamał i dawał uczniom, aby je rozdzielali. I rozdali tłumowi. 7Mieli też kilka rybek. I nad tymi odmówił błogosławieństwo i polecił je rozdać.                                                        | 35Polecił ludowi usiąść na ziemi; 36wziął siedem chlebów i ryby, i odmówiwszy dziękczynienie, połamał, dawał uczniom, uczniowie zaś tłumom.                                             |
| 8Jedli do sytości, a pozostałych ułomków zebrali siedem koszów. | 37Jedli wszyscy do sytości, a pozostałych ułomków zebrano jeszcze siedem pełnych koszów.                                                                                                |
| 9Było zaś około czterech tysięcy ludzi. Potem ich odprawił. | 38Tych zaś, którzy jedli, było cztery tysiące mężczyzn, nie licząc kobiet i dzieci. 39Potem odprawił tłumy, wsiadł do łodzi i przybył w granice Magedan.                                |

## Wyjaśnienie
Żaden z opisanych cudów nie może być jawnie zakwalifikowany do kategorii uzdrowień, a opisane wydarzenia mają w interpretacji chrześcijańskiej jedynie potwierdzać panowanie Chrystusa nad naturą. Chociaż literatura przedmiotu upatruje w tych opisach bliźniaczego znaku, te jednak różnią się szczegółami.
Wzmiankowane relacje można natomiast tłumaczyć w sensie społecznym. Zgromadzeni, widząc Jezusa rozdzielającego pożywienie między innych, wzięli z niego przykład i postąpili podobnie z tymi chlebami, które wcześniej skrywali i którymi nie chcieli podzielić się z bliźnimi. Jezus, przypominając wcześniejsze takie wydarzenie, wyraźnie apeluje do wiernych: „Czy serce wasze jest nieczułe?”, jakby chciał zwrócić większą uwagę na cierpienie osób głodnych. Natomiast liczba pozostawionych koszy okruchów wydaje się nie mieć większego znaczenia i wynika raczej z wielkości apetytu zgromadzonych niż możliwości cudotwórcy: „Macie oczy, a nie widzicie; macie uszy, a nie słyszycie? Nie pamiętacie, ile zebraliście koszów pełnych ułomków, kiedy połamałem pięć chlebów dla pięciu tysięcy?» Odpowiedzieli Mu: «Dwanaście». «A kiedy połamałem siedem chlebów dla czterech tysięcy, ile zebraliście koszów pełnych ułomków?» Odpowiedzieli: «Siedem»”.
Dodatkowych trudności w uznaniu obu opisów ewangelicznych za dosłowne relacje tego samego wydarzenia przysparza właśnie fragment z ósmego rozdziału Ewangelii Marka, gdzie Chrystus mówiąc o kwasie faryzeuszów i kwasie Heroda, w sposób wyraźny rozróżnia oba cuda rozmnożenia. Dla Marka rozmnożenie siedmiu chlebów i ryb miało miejsce w Dekapolu, gdzie mieszkali poganie. Symboliczna interpretacja dwu cudów może także wskazywać na istnienie we wspólnocie, dla której pisał ten ewangelista, problemów związanych ze stosunkiem do nawróconych z pogaństwa – hellenochrześcijan. Judeochrześcijanie musieli uznać fakt, iż Chrystus dokonał osobnego znaku w ziemi pogan, z czego wynikałoby, że zbawienie ma objąć również ich.
Perykopy te interpretowane były już w czasach starożytnych, m.in. przez: Teodora z Heraklei, Teodora z Mopswestii czy Hilarego z Poitiers. Podobne cuda, w których chodziło o usunięcie materialnego braku, o złagodzenie uciążliwej sytuacji, opisane zostały w Starym Testamencie w opowiadaniach o Eliaszu i Elizeuszu. W Ewangelii Jana cud rozmnożenia poprzedza tzw. Mowę Eucharystyczną, wygłoszoną przez Jezusa w synagodze w Kafarnaum. W wystąpieniu tym są odniesienia do biblijnej manny na pustyni, którą Jahwe obdarzał każdego dnia wędrujący lud. Egzegeci widzą związek pomiędzy opisem cudu rozmnożenia a Mową Eucharystyczną.

## Historyczność i lokalizacja
Żaden z innych cudów nie pozostawił tak wiele śladów w Ewangeliach. Uwolnienie od chorób zostaje w tym cudzie uzupełnione uwolnieniem od głodu. Tradycja chrześcijańska lokalizuje miejsce cudu w Tabdze u podnóża Góry Błogosławieństw nad Jeziorem Genezaret. W usytuowanym na południe od Kafarnaum klasztorze benedyktyńskim znajdują się pozostałości bizantyjskiej bazyliki, upamiętniającej cud rozmnożenia. Przed głównym ołtarzem starożytny twórca mozaik przedstawił kosz z chlebami i rybami. Chleby są cztery. Piątym, brakującym na mozaice chlebem ma być, zgodnie z intencjami artysty, chleb eucharystyczny, spoczywający na ołtarzu ponad mozaiką w czasie Mszy św. Pozostałe mozaiki przedstawiają motywy nilotyczne, faunę i florę okolic Genezaretu.
Lokalizacja istniejącego do dzisiaj sanktuarium respektuje dane zawarte w ewangelicznych opisach pierwszego cudu: miejsce odosobnione (niezamieszkane), na uboczu, pod wzgórzem, w okolicy Jeziora Tyberiadzkiego, porośnięte roślinnością. Pod koniec IV w. sanktuarium odwiedziła starożytna pątniczka z Europy Egeria. W swym Itinerarium zanotowała, iż w miejscu pierwszego rozmnożenia istniał kościół. W świątyni tej czczono kamień, na którym Chrystus miał kłaść rozmnażane chleby. W IX w. mnich Epifaniusz poświadczył istnienie dużego kościoła w miejscu cudu. Wykopaliska przeprowadzili niemieccy archeolodzy Mader i Schneider w 1923. Benedyktyni wznieśli klasztor w 1956.